# V型4気筒

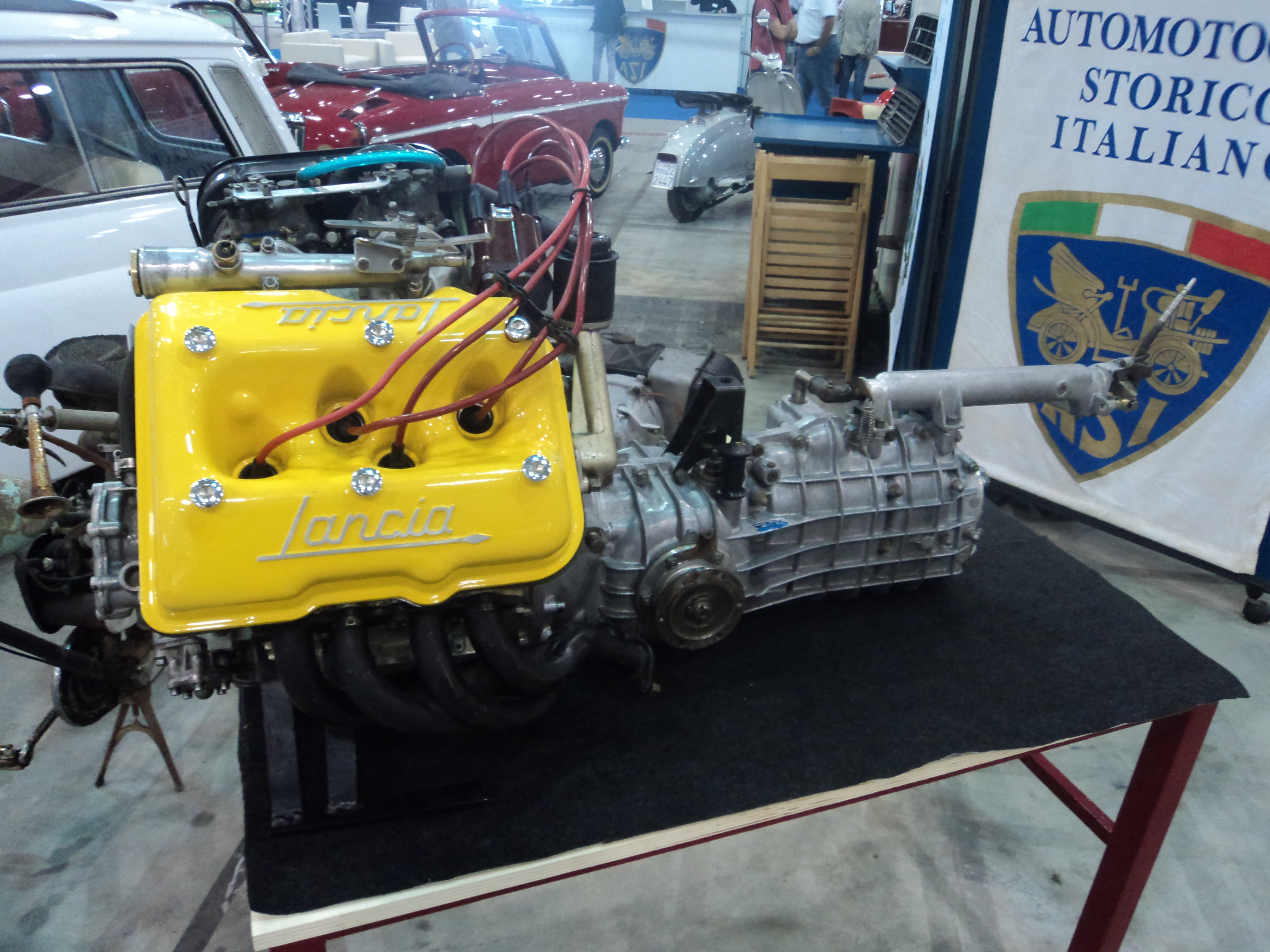
ランチア V4

V型4気筒（ブイがたよんきとう）とは、レシプロエンジン等のシリンダー配列形式のひとつ。2つずつのシリンダーがV型に開かれ配置される。V4とも呼ばれる。

## 概要
ガソリンエンジンのV型4気筒エンジンはかつては自動車にも使用されたが、今日では主に大型のオートバイに使用されるにとどまる。V型4気筒を採用した乗用車は、長年に渡って狭角V型エンジンを搭載し続けたランチアがよく知られているほか、1960年代の西ドイツで成功し、一時期日本でもポピュラーな輸入車であった、ドイツフォードのタウヌス（P3、P5系。共に水冷60°）などがある。また黎明期のグランプリカー（F1マシンの原型）でもV4が積極的に採用されていた時期がある。しかしいずれも1970年代が終わる頃には途絶えている。
四輪においてV型4気筒が廃れた理由としては、対となる直列4気筒がボンネットの中において元々十分にコンパクトなレイアウトであること、V型にすることでトルクの変動により発生するエンジンの揺さぶりや振動の問題を解決するためにわざわざ部品点数・重量・スペース・製造コストを増やしてまでV型にこだわるメリットが無いことが挙げられる。特に大衆車に多いFF（前輪駆動）レイアウトにおいてはそれが顕著である。近年では2010年代にポルシェ・919ハイブリッドがV4を採用しているが、これはミッドシップかつレーシングカーという実用性やコスト面より性能を重視できる特殊な事例で、これに追随し市販車にこのエンジンレイアウトを採用するメーカーは現れていない。
オートバイでは1930年代にマチレス・シルバーホークが採用したのが世界初とされる。現代の水冷90°V型4気筒DOHC4バルブという型式は、1982年に本田技研工業より発売されたVF750での採用が初である。ドゥカティも水冷V型4気筒のアポロを市販化しようと試みたが、タイヤトラブルに悩まされ試作車を製作したにとどまり、市販版V型4気筒マシンはGPマシンであるデスモセディチの公道仕様まで待たされることとなった。四輪と違いこちらは横置きの場合に幅を短くでき空力面で勝るというV型のメリットが生きやすいため、MotoGPではYAMAHA以外のメーカーが何らかの形で採用している。
なお、水平対向4気筒はV型4気筒のバンク角を180°にしたものというわけではない（クランクピン共有の有無により各気筒の動きが異なる）。そのため、水平対向に比べ振動対策面では劣るもののサイズ面では勝ると言う違いがある。

## 特徴
本節では狭角V4は除いて90°VバンクのV型4気筒エンジンについてのみ言及する。左右（前後）のバンク間でクランクピンは共有される。クランクシャフトは180°と360°（0°）の2種類が主に使用される。同じ4気筒の直列型エンジンに比べ、全てのピストンが同時に停止する瞬間は無いが、4ストローク機関の場合は、どちらの位相のクランクを持つエンジンも点火間隔が270°空くタイミングが必ず発生し、等間隔燃焼にはなり得ない。2ストローク機関の場合は90°V型180°クランクとすることで、等間隔燃焼となる。エンジンの振動面では、偶数シリンダの90°V型エンジンは最小の2気筒でも優れているので、それを2組並べたV型4気筒エンジンも優秀となる。具体的には簡単なバランサーウェイトのみで1次振動は理論上は0となり、2次振動も直列4気筒より少なくすることができる。
したがって4ストロークV4エンジンの特性は、一般的な直列4気筒エンジンに比べ、特に低回転時に鼓動感のあるトルクフィーリングとなる。
180°のクランクを持つエンジンでは、隣り合うピストンは逆の動きをすることになる。点火間隔は4ストロークは 180°- 90°- 180°- 270°でどちらかといえば高回転型、2ストロークでは 90°- 90°- 90°- 90°で高回転型となる。
360°（0°）のクランクを持つエンジンでは隣合うピストンは同じように動き、4ストロークでは交互に、2ストロークでは同時に点火することになる。従って対向バンクのシリンダと合せて 90°- 270°- 90°- 270°の点火間隔となる。これはつまり、2ストローク90°V型2気筒のエンジンと同じことであり、中回転向きの特性で、マルチとツインの中間的な味付けとされることが多い。

## 主な採用車種
※ 特に注記なき場合は4ストロークエンジン搭載モデル
フォード
- 市販車
  - コルセア他。フォード・エセックスV4エンジンを搭載。
  - タウヌス P3 - P5系（ドイツフォード）

ランチア
- 市販車
  - 1922年のラムダに始まり、フルヴィアおよびその他1960年代まで多数。狭角V型エンジンを搭載し、発展型として第二次世界大戦後にはV型6気筒も生み出している。直列エンジンの全長を短縮するという意図があった。

ポルシェ
- 競技専用車
  - ポルシェ・919ハイブリッド - FIA 世界耐久選手権(WEC)参戦用のスポーツプロトタイプ(LMP1-H)。

本田技研工業
- 市販車
  - VFシリーズ
  - VFRシリーズ
  - RVFシリーズ
  - マグナ（750ccモデル）
  - NR - 楕円ピストン採用モデル
  - STシリーズ（パン・ヨーロピアン） - 上記の車種とは異なり、エンジンは縦置きに搭載される。
  - RC213V-S
- 競技専用車
  - RVF750/400
  - NSR500 - 2ストロークエンジン搭載。ロードレース世界選手権 (GP500) 参戦用モデル。実際は前後気筒でクランクピンは共有されておらず、直列4気筒エンジンのシリンダーが気筒ごとに独立し、前後互い違いに配置された形式といえる。これは2ストロークエンジンの特性上、気筒ごとにクランク室が密閉されている必要があるため。
  - RC212V - ロードレース世界選手権のレギュレーション変更に伴い、RC211VのV型5気筒から変更されて採用。
  - RC213V

ヤマハ発動機
- 市販車
  - VMAX
  - ベンチャーロイヤル
  - ロイヤルスター
  - RZV500R - 2ストロークエンジン搭載モデル。ただし前後バンクでクランクを共有しない2軸型V4、つまりクランクシャフトが2本存在するので、2つのバンク間に角度の付いた4気筒U型エンジン（直列二気筒エンジンが2機V型に接合された形式）といえる。ボディにV4のロゴが書かれていた。
- 競技専用車
  - YZR500 - 2ストロークエンジン搭載。ロードレース世界選手権(GP500)参戦用モデル。これも2軸型V4エンジン。

スズキ
- 市販車
  - GV1400カバルケイド - 水冷1,400cc、フェアリング装着のクルーザー。
- 競技専用車
  - GSV-R - ロードレース世界選手権(MotoGP)参戦用モデル。
  - RGV-Γ - 2ストロークエンジン搭載。ロードレース世界選手権(GP500)参戦用モデル。スクエア4から発展したもので、ヤマハと同様の2軸型V4。

ドゥカティ
L型2気筒からならい、L型4気筒と呼ばれているが、実際はV型4気筒である。ただし2018年発売のパニガーレV4以降はL型配置を廃止している機種も存在する。
- 市販車
  - デスモセディチRR - レーサーであるデスモセディチの公道仕様車。
  - ドゥカティ・パニガーレV4
  - ドゥカティ・ムルティストラーダV4
  - ドゥカティ・ストリートファイターV4
- 競技専用車
  - デスモセディチ - ロードレース世界選手権(MotoGP)参戦用モデル。

アプリリア
- 市販車
  - RSV4

### 軍用車両での採用
陸上自衛隊の73式装甲車およびその派生車両はV型4気筒エンジン（三菱重工業製4ZF 2ストロークターボディーゼルエンジン）を搭載しているが、これは世界に類を見ないもので、通常、4気筒程度の気筒数のエンジンではV型にするメリットがないため、同車のような大型の装甲戦闘車両へV型4気筒エンジンが採用されることは極めて稀である。73式装甲車へのV型4気筒エンジンの採用は、74式戦車用の10ZF（V型10気筒）や75式自走155mmりゅう弾砲用の6ZF（V型6気筒）などとエンジンの基本設計を共通とした結果であり、V型4気筒であること自体に必然性があったわけではない。
小型軍用車両においても珍しいことに変わりはなく、アメリカ海兵隊で使用されていたM422小型トラックに空冷V型4気筒ガソリンエンジンが装備されていたのが数少ない例である。